# Nationaal park Brasília
Het Nationaal park Brasília (Parque Nacional de Brasília) is een nationaal park in  Brazilië, gelegen op 10 km van het centrum van Brasília en deels in de buitenwijken van deze stad. Het park heeft een oppervlakte van 423,83 km2. Het wordt beheerd door het ICMBio. 
De oprichting van het park vond plaats in 1961 en had toen een oppervlakte van 28000 ha.

## Geografie

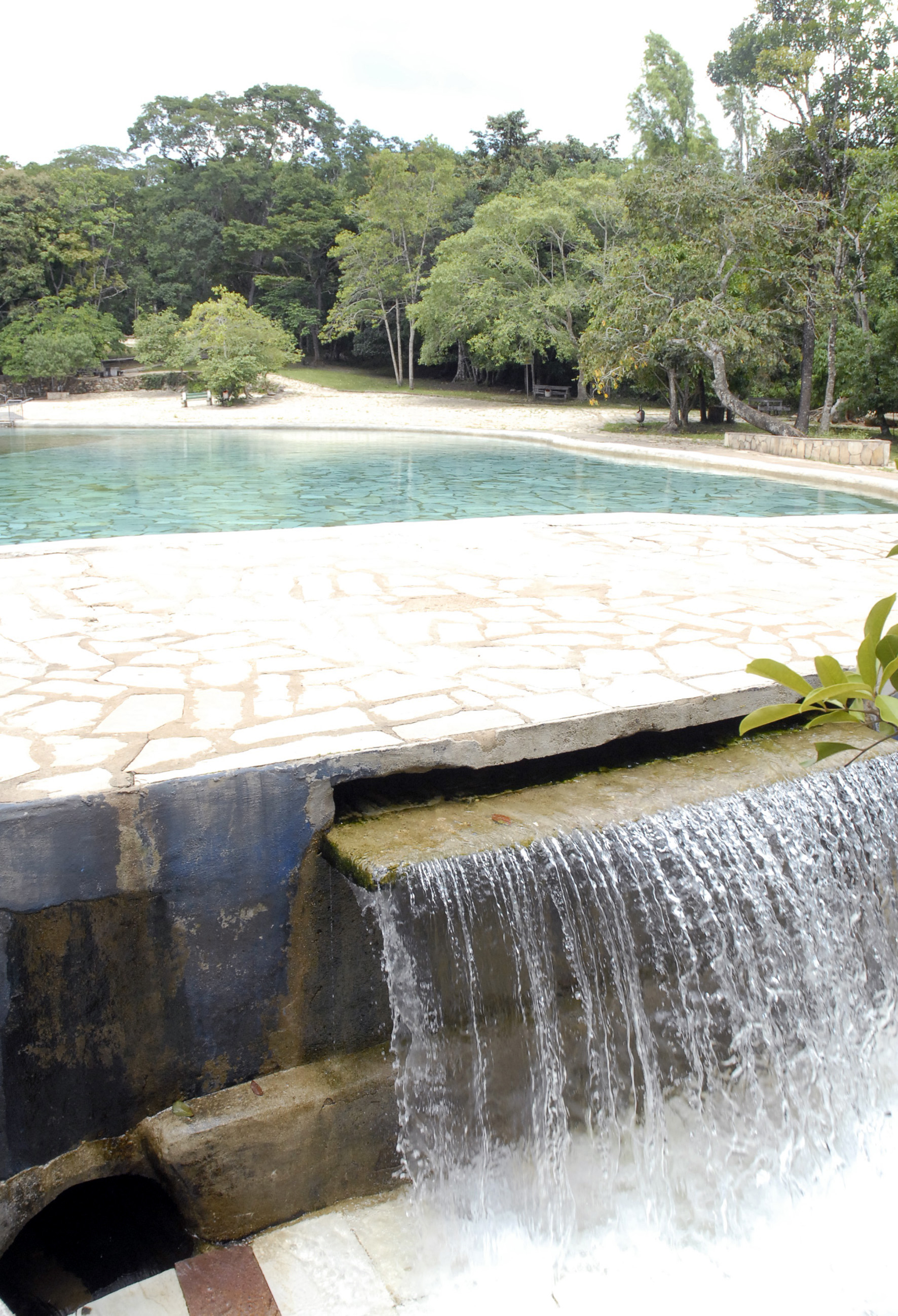
Reservoir in het park

Het park bestaat uit verschillende zones, minder en meer exensief beheerd.
Het park is een golvend plateau met geologische formaties van kwartsiet en kalksteen. Het heeft vele grotten, kreken en bronnen. Het water zou geneeskrachtig zijn. Het klimaat is "tropische savanne". Het regenseizoen begint in oktober en eindigt in april. De gemiddelde jaarlijkse neerslag is 1.675 mm. De gemiddelde jaarlijkse temperatuur is 20,6 graden Celsius. Oostelijke winden domineren in het park. 

## Flora en Fauna
De Cerrado-savannes vormen de kern van dit park. Plantensoorten in het park zijn de Buriti Palm en vele soorten van de Velloziaceae.  
Zoogdieren in het park zijn onder meer de manenwolf, reuzenmiereneter, reuzengordeldier, poema en de cavia en vogels onder andere Rhea americana, Pandion haliaetus, Sarcoramphus papa, Nothura maculosa, Athene cunicularia en de toekan.

## Toerisme
Er zijn veel goed aangelegde wandelpaden door het park.